# シェフィールド男爵
シェフィールド男爵（シェフィールドだんしゃく、英: Baron Sheffield）は、イギリス貴族の爵位。イングランド貴族として1度、アイルランド貴族として2度、連合王国貴族として1度創設された。1783年に創設された爵位のみ現存する。

## 歴史
イングランド庶民院議長ロバート・シェフィールド(b.1462–1518)の孫エドマンド・シェフィールド(1521–1549)は国王ヘンリー8世の遺言状に基づき、1547年2月16日にイングランド貴族である（バターウィックの）シェフィールド男爵に叙されたが、1549年のケットの乱で殺害された。その息子である2代男爵ジョン・シェフィールド(c.1538–1568)は1559年にエリザベス1世の戴冠式でバス騎士団員に選ばれた。
3代男爵エドマンド・シェフィールド(1564–1646)は1626年2月5日にヨーク州におけるマルグレイヴ伯爵に叙された。以降シェフィールド男爵位はこれらの爵位がすべて廃絶する1735年までマルグレイヴ伯爵の従属爵位となった。
政治家ジョン・ホルロイド(1735–1821)は1768年に母方のおじから遺産を相続して、「ベイカー」を姓に加えた。その後、1780年よりグレートブリテン庶民院議員を務め、1781年1月9日にアイルランド貴族であるミーズ県におけるダナモアのシェフィールド男爵に叙された。彼は結婚してから15年後も男子をもうけなかったため、1783年9月20日にアイルランド貴族であるロスコモン県におけるロスコモンのシェフィールド男爵に叙された。この爵位には特別残余権（special remainder）が規定されており、初代男爵の男系男子が断絶した場合は初代男爵の娘2人およびその男系男子が継承できるとした。彼が1800年合同法を支持したため、1802年7月29日に連合王国貴族であるヨーク州におけるシェフィールドのシェフィールド男爵に叙された。同年に彼と3人目の妻との間で息子が生まれており、この爵位には特別残余権が規定されなかった。さらに1816年1月22日にアイルランド貴族であるペヴェンジー子爵とシェフィールド伯爵に叙された。
2代伯爵ジョージ・オーガスタス・フレデリック・チャールズ・ホルロイド(1802–1876)は保守党の政治家であり、第二次ダービー伯爵内閣で侍従たる議員を務めた。3代伯爵ヘンリー・ノース・ホルロイド(1832–1909)も保守党の政治家であり、襲爵以前に庶民院議員を務めた。彼は生涯未婚であり、その死とともに1783年に創設されたシェフィールド男爵は特別残余権に基づき初代男爵の長女マリア・ジョセファ・スタンリー(1771–1863)の孫にあたる第4代アルダリーのスタンリー男爵エドワード・リュルフ・スタンリー(1839–1925)が継承、それ以外の爵位は廃絶した。以降のシェフィールド男爵位の歴史についてはオルダリーのスタンリー男爵を参照。

## シェフィールド男爵（1547年）
- 初代シェフィールド男爵エドマンド・シェフィールド（英語版）（1521年 – 1549年）
- 第2代シェフィールド男爵ジョン・シェフィールド（英語版）（1538年ごろ – 1568年）
- 第3代シェフィールド男爵エドマンド・シェフィールド（英語版）（1564年 – 1646年）
  - 1626年、マルグレイヴ伯爵に叙爵。以降はマルグレイヴ伯爵（英語版）、バッキンガム＝ノーマンビー公爵（英語版）を参照

## シェフィールド男爵（1781年、1783年、1802年）、シェフィールド伯爵（1816年）
- 初代シェフィールド伯爵および初代シェフィールド男爵ジョン・ベイカー・ホルロイド（1735年 – 1821年）
- 第2代シェフィールド伯爵および第2代シェフィールド男爵ジョージ・オーガスタス・フレデリック・チャールズ・ホルロイド（英語版）（1802年 – 1876年）
- 第3代シェフィールド伯爵および第3代シェフィールド男爵ヘンリー・ノース・ホルロイド（英語版）（1832年 – 1909年）

## シェフィールド男爵（1783年、継続）
- 第4代シェフィールド男爵エドワード・リュルフ・スタンリー（英語版）（1839年 – 1925年）
  - 以降はアルダリーのスタンリー男爵（英語版）を参照